# Mārtiņš Peniķis
Mārtiņš Peniķis (ur. 6 listopada 1874 w Ķoniņciems koło Turlava, zm. 28 lutego 1964 w Rydze) – łotewski generał, naczelny wódz armii łotewskiej w latach 1921–1924 i 1928–1932.

## Życiorys
W 1896 wstąpił do 133 Symferopolskiego pułku piechoty armii rosyjskiej. W latach 1900–1902 uczył się w Czugujewskiej Szkole Junkrów. Po jej ukończeniu w stopniu podporucznika służył w 121 pułku piechoty w Charkowie. W jego szeregach walczył w wojnie rosyjsko-japońskiej, m.in. w Bitwie pod Mukdenem. 
Od 1913 studiował w Nikołajewskiej Akademii Sztabu Generalnego. W I wojnie światowej walczył jako dowódca kompanii pod Krakowem, gdzie w grudniu 1914 odniósł ciężką ranę, oraz na Białorusi. W 1915 awansował na pułkownika. W listopadzie 1916 został dowódcą 2 Ryskiego Pułku Strzelców Łotewskich. Od września do listopada 1917 był też pełniącym obowiązki dowódcy 2 Brygady Strzelców Łotewskich. Po likwidacji oddziału w wyniku rewolucji październikowej był internowany przez Niemców w Liwonii. Po zakończeniu I wojny światowej w grudniu 1918 został komendantem garnizonu w Kurlandii. W czerwcu 1919 objął dowodzenie dywizją armii łotewskiej stacjonującą w Lipawie. Od 1 września 1919 kierował szkoleniem bojowym armii łotewskiej. 
12 października, podczas bitwy o Rygę, którą Łotysze stoczyli z białą rosyjską Zachodnią Armią Ochotniczą Pawła Bermondta-Awałowa, otrzymał nominację na dowódcę frontu południowego i zarazem 2 Liwońskiej Dywizji Piechoty. W listopadzie jego dywizja odznaczyła się przy wyzwalaniu Mitawy.
13 sierpnia 1920 został szefem sztabu głównego armii łotewskiej i awansował na generała. Od 1 kwietnia 1921 do 23 lutego 1924 i od 25 kwietnia 1928 do 14 listopada 1934 pełnił funkcję naczelnego wodza Łotwy. Po przejściu na emeryturę był wielkim mistrzem kapituły Orderu Pogromcy Niedźwiedzia i członkiem kapituły Orderu Trzech Gwiazd. Pracował także w Instytucie Historii Łotwy i wykładał na kursach oficerskich. Odmówił przyjęcia funkcji generalnego inspektora Legionu Łotewskiego SS. W sierpniu 1944 zbiegł przed Armią Czerwoną do Niemiec, lecz powrócił do Rygi w 1945 i nadal zajmował się historią wojskowości. Jest pochowany na Cmentarzu Leśnym w Rydze.

## Odznaczenia
- Order Pogromcy Niedźwiedzia II i III klasy (Łotwa)
- Order Trzech Gwiazd I klasy (Łotwa)
- Order Legii Honorowej III klasy (Francja)
- Order Białej Róży Finlandii I klasy
- Krzyż Wolności I klasy
- Order Krzyża Pogoni I klasy (Litwa)
- Order Miecza I klasy (Szwecja)
- Order Odrodzenia Polski II klasy (Polska)
- Krzyż Walecznych (Polska)
- Order Białego Orła IV klasy (Jugosławia)
- Order św. Jerzego IV klasy (Imperium Rosyjskie)
- Order św. Anny II, III i IV klasy (Imperium Rosyjskie)
- Order św. Stanisława II i III klasy (Imperium Rosyjskie)